# Gustav Wittfeld
Gustav Wittfeld (ur. 27 października 1855 w Akwizgranie, zm. 24 września 1923 w Berlinie) – niemiecki inżynier mechanik, urzędnik. Pionier prac nad elektryfikacją kolei w Prusach i Hesji.

## Życiorys
Gustav Wittfeld, syn fabrykanta odzieżowego, urodził się w Akwizgranie 27 października 1855.
Uczęszczał do szkoły realnej, którą ukończył egzaminem w wieku 17 lat. Aby przygotować się na studia, podjął staż w fabryce maszyn Maschinenbaufabrik A. Moser. Od 1874 studiował inżynierię mechaniczną w Königlich Rheinisch-Westphälische Polytechnische Schule zu Aachen, obecnie RWTH Aachen. W 1878 roku Wittfeld obronił tytuł nadzorcy budowlanego w dziedzinie inżynierii mechanicznej.
Po zdaniu egzaminu państwowego pierwszego stopnia przez trzy miesiące pracował jako palacz na parowozie. Następnie został mianowany rządowym nadzorcą kolei Main-Weser-Bahn. W roku 1883 zdał z wyróżnieniem egzamin państwowy drugiego stopnia. Kiedy został oddelegowany jako asesor rządowy do zaprojektowania urządzeń mechanicznych na wznoszonym wówczas dworcu Frankfurt (Main) Hauptbahnhof, swoim zaangażowaniem i cennymi pomysłami racjonalizatorskimi zyskał uznanie wśród zwierzchników.
Po przeniesieniu do Dortmundu w 1891 r. pełnił służbę w administracji centralnych warsztatów wagonowych pruskich kolei państwowych (KPEV) (Zentralwagenwerkstatt). Po roku został przeniesiony do Królewskiej Dyrekcji Kolei w Berlinie i z początkiem 1892 r. został mianowany królewskim inspektorem kolejowym. W 1895 roku otrzymał posadę pracownika pomocniczego w wydziale kolejowym Ministerstwa Robót Publicznych. Tutaj odnalazł wkrótce wiodące pole swej działalności zawodowej: elektrotechnikę kolejową.
W 1901 roku został radcą rządowym. Trzy lata później zasiadł w rządowej radzie do spraw elektryfikacji.
Jako urzędnik ministerialny i ekspert w dziedzinie kolei Wittfeld forsował prace nad pionierską elektryfikacji kolei pruskich. Za sprawą determinacji Wittfelda przyjęto w Prusach system elektryfikacji oparty na silnikach prądu przemiennego. Począwszy od 1912 roku Gustav Wittfeld dołączył do Królewskiej Akademii Nauk w Berlinie. W 1919 roku stanął na czele Departamentu Transportu Elektrycznego i Gospodarki Paliwami, jednak już 30 listopada 1920 roku z przyczyn zdrowotnych przeszedł w stan spoczynku.
24 września 1923 r. Gustav Wittfeld zmarł po ciężkiej chorobie. Został pochowany 29 września 1923 r. na cmentarzu w Charlottenburg, obecnej dzielnicy Berlina.

## Wyróżnienia
Za zasługi w pracy na rzecz elektryfikacji kolei w Prusach 1 kwietnia 1904 roku Wittfeld otrzymał od króla tytuł honorowy tajnego radcy budownictwa (Geheimer Baurat), a cztery lata później wyższego tajnego radcy (Geheimer Oberbaurat). W 1917 roku otrzymał tytuł doktora honoris causa na Königliche Technische Hochschule Charlottenburg (obecnie Uniwersytet Techniczny w Berlinie), a w roku 1918 został awansowany do godności rzeczywistego radcy stanu (Wirklicher Geheimer Oberbaurat).
W 1913 Gustav Wittfeld otrzymał od króla pruskiego Wilhelma II Hohenzollerna Order Orła Czerwonego II. Klasy z Liśćmi Dębu i Koroną Królewską, a w marcu 1917 roku Krzyż Kawalerski II. Klasy Orderu Zasługi Filipa Wspaniałomyślnego.

## Osiągnięcia zawodowe

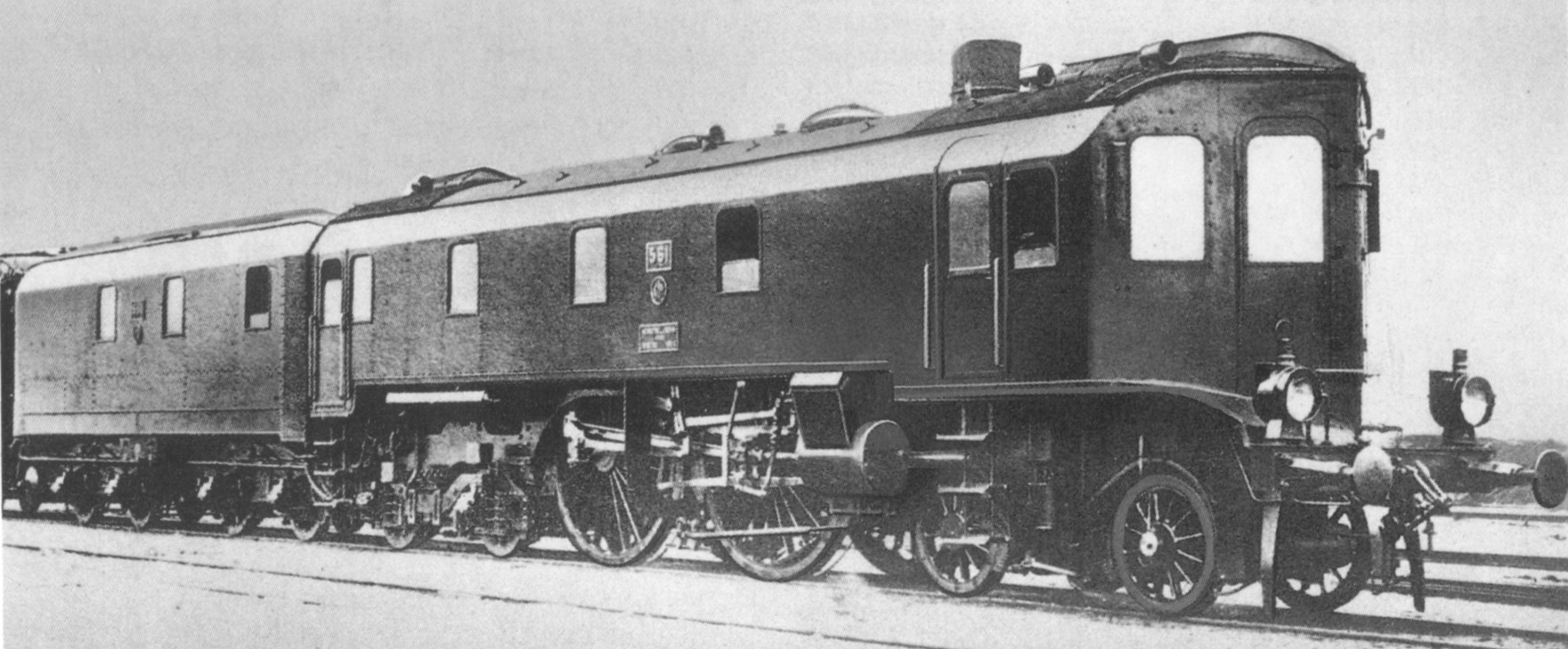
Doświadczalny parowóz Altona 561

W 1904 roku Wittfeld w odpowiedzi na przetarg Związku Inżynierów Niemieckich (Verein Deutscher Ingenieure) opracował wraz z inżynierem Kuhnem z firmy Henschel & Sohn dwie eksperymentalne lokomotywy parowe Altona 561 i Altona 562 zaliczone później do pruskiej serii S9. Po tym, jak pojazdy okazały się kosztowną porażką, Wittfeld powrócił do projektowania pojazdów elektrycznych.
Gustav Wittfeld był kojarzony w kraju i zagranicą ze swojego wkładu w zelektryfikowanie pierwszych odcinków sieci kolejowej Prus i Hesji. Zaproponował przyjęty do realizacji przez państwową kolej i AEG model elektryfikacji pruskiej kolei prądem przemiennym jednofazowym o napięciu 6 kV i częstotliwości 25 Hz, co było pionierskie w skali świata. Według koncepcji Wittfelda zelektryfikowano w 1906 roku linię Niederschöneweide – Spindlersfeld w obecnych granicach Berlina oraz S-Bahn w Hamburgu.
Inżynier Wittfeld brał udział w projektowaniu lokomotyw elektrycznych (między innymi serie „KPEV” ES 1 – ES 3) konstruowanych do prowadzenia ciężkich pociągów towarowych na pierwszych pruskich liniach zelektryfikowanych: w „trójkącie saksońskim” (Magdeburg – Halle – Lipsk) oraz na odcinku Lubań Śląski – Jaworzyna Śląska (po II wojnie światowej część linii kolejowej nr 274 w południowo-zachodniej Polsce).

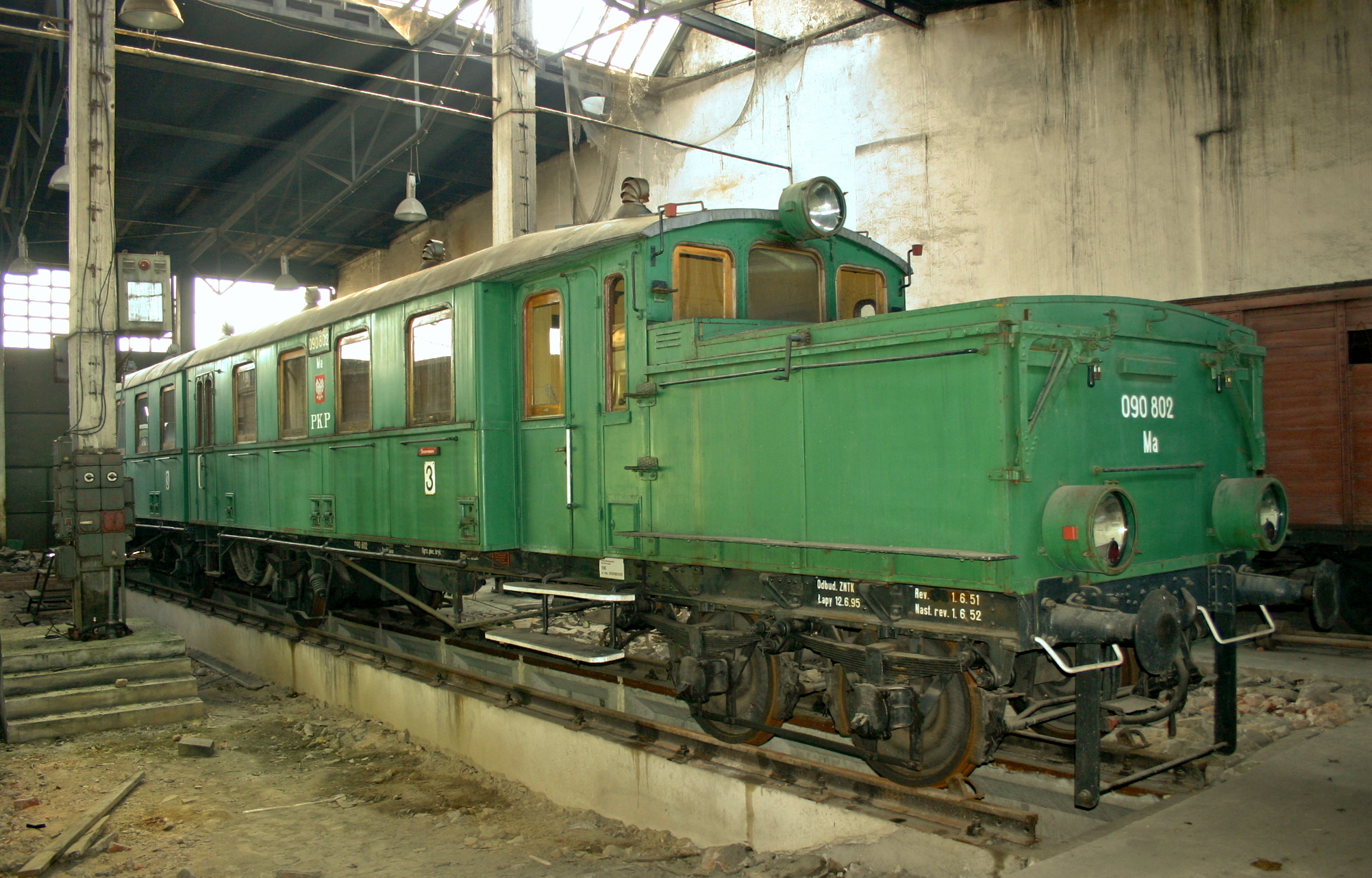
Zachowany AT³ w Parowozowni Skierniewice

Od początku XX wieku pruskie koleje państwowe poszukiwały rozwiązania problemu racjonalnej obsługi linii bocznych, o ruchu pasażerskim zbyt małym dla eksploatacji składów złożonych z parowozu i tradycyjnych wagonów. Eksperymentowano wówczas z wyborem odpowiedniego napędu dla powstających wagonów silnikowych. W 1906 roku przeprowadzono próby porównawcze prototypów: dwóch wagonów parowych, jednego wagonu benzolowo-elektrycznego i sześciu wagonów akumulatorowych. Spośród testowanych pojazdów pięć stanowiły przebudowane według koncepcji Gustava Wittfelda wagony „boczniaki”. Wagony akumulatorowe sprawdziły się w testach najlepiej, choć wykazywały istotne wady: dużą masę (ograniczało to potencjalny zasięg między ładowaniem ogniw) oraz wydzielanie się trujących oparów kwasu siarkowego z baterii umieszczonych pod siedzeniami. Skłoniło to pruskie władze do opracowania nowej konstrukcji. Pod kierunkiem Wittfelda wrocławska firma Breslauer Aktiengesellschaft für Eisenbahn – Waggenbau und Maschinenbau – Anstalt przygotowała nową serię dwuczłonowych zespołów trakcyjnych, oznaczoną później symbolem AT³ z unikalnym rozwiązaniem umiejscowienia akumulatorów w skrzyniach poza przestrzenią pasażerską. Od nazwiska wynalazcy wagony zyskały w literaturze fachowej przydomek wagonów systemu Wittfelda.
Seryjną produkcję zespołów rozdzielono między kilka krajowych fabryk. Pierwszą serię 57 AT³ pruskie koleje zamówiły w roku 1908 i otrzymały w latach 1909–1910. Kolejną serię 114 zespołów, w tym 106 liczących 2 wagony i 8 liczących trzy wagony zrealizowano w latach 1910–1914. Następne zamówienia uniemożliwiła I wojna światowa. Duża niezawodność, spokojny bieg, brak spalin i hałasu sprawiły, że pojazdy zyskały sympatię kolejarzy i podróżnych. W ramach reparacji wojennych po 1918 roku 20 pojazdów „KPEV” trafiło do Polskich Kolei Państwowych (gdzie służyły do roku 1952), a pozostałe w Niemczech trafiły do Deutsche Reichsbahn. Po drugiej wojnie światowej zespoły akumulatorowe pochodzenia pruskiego były eksploatowane przez Deutsche Bundesbahn do 1964 roku. Ostatni na świecie, zachowany dzięki przeznaczeniu na wagon gospodarczy, dwuczłonowy egzemplarz AT³ został odrestaurowany i uruchomiony przez Polskie Stowarzyszenie Miłośników Kolei i ZNTK w Łapach w 1995 roku i jest przechowywany w  parowozowni Skierniewice.